# Campeonato Sudamericano de Voleibol Masculino de 1964
El Campeonato Sudamericano Masculino de Voleibol de 1964 fue la 6ta edición del torneo, organizado por la Confederación Sudamericana de Voleibol (CSV). Se llevó a cabo en Buenos Aires, Argentina, entre fines de marzo y principios de abril de 1964. El campeón fue Argentina, que ganó su primer título continental de la historia.
La particularidad del torneo fue la ausencia del pentacampeón Brasil que por problemas de programación, con el inicio de los torneos nacionales del país, la Confederação Brasileira de Voleibol decidió no participar en dicha edición.

## Equipos participantes
El campeonato Sudamericano contó con la participación de 5 integrantes de la CSV
- Argentina (Anfitrión)
- Ecuador
- Paraguay
- Venezuela
- Uruguay

## Modo de disputa
El torneo se disputó con un único grupo en un sistema de todos contra todos. Una victoria por 3-0, 3-1 y 3-2 otorgó un punto para el ganador y ninguno al perdedor. Al final del campeonato, el seleccionado con más puntos fue el campeón del torneo.

## Resultados
Clasificación
Partidos

## Campeón
| Argentina            |
| Campeón              |
| Argentina 1.° título |

## Plantel campeón
- Julio Sorrequieta (C)
- Jose Luis Arlandini
- Carlos Cortez
- Federico Diaz
- Raul Florentino
- Osvaldo Intrieri
- Angel Logiudice
- Raul Massai
- Leopoldo Olmo
- Rafael Raffaele
- Roberto Ramos
- Fernando Sorrentino

- Director Técnico: César Gallardo

## Posiciones finales
| Pos | Equipo    |
| --- | --------- |
|     | Argentina |
|     | Venezuela |
|     | Uruguay   |
| 4   | Paraguay  |
| 5   | Ecuador   |